# Юкі-Тепе
Юкі-Тепе (тюрк. Юке — липа) — гора в Криму. 

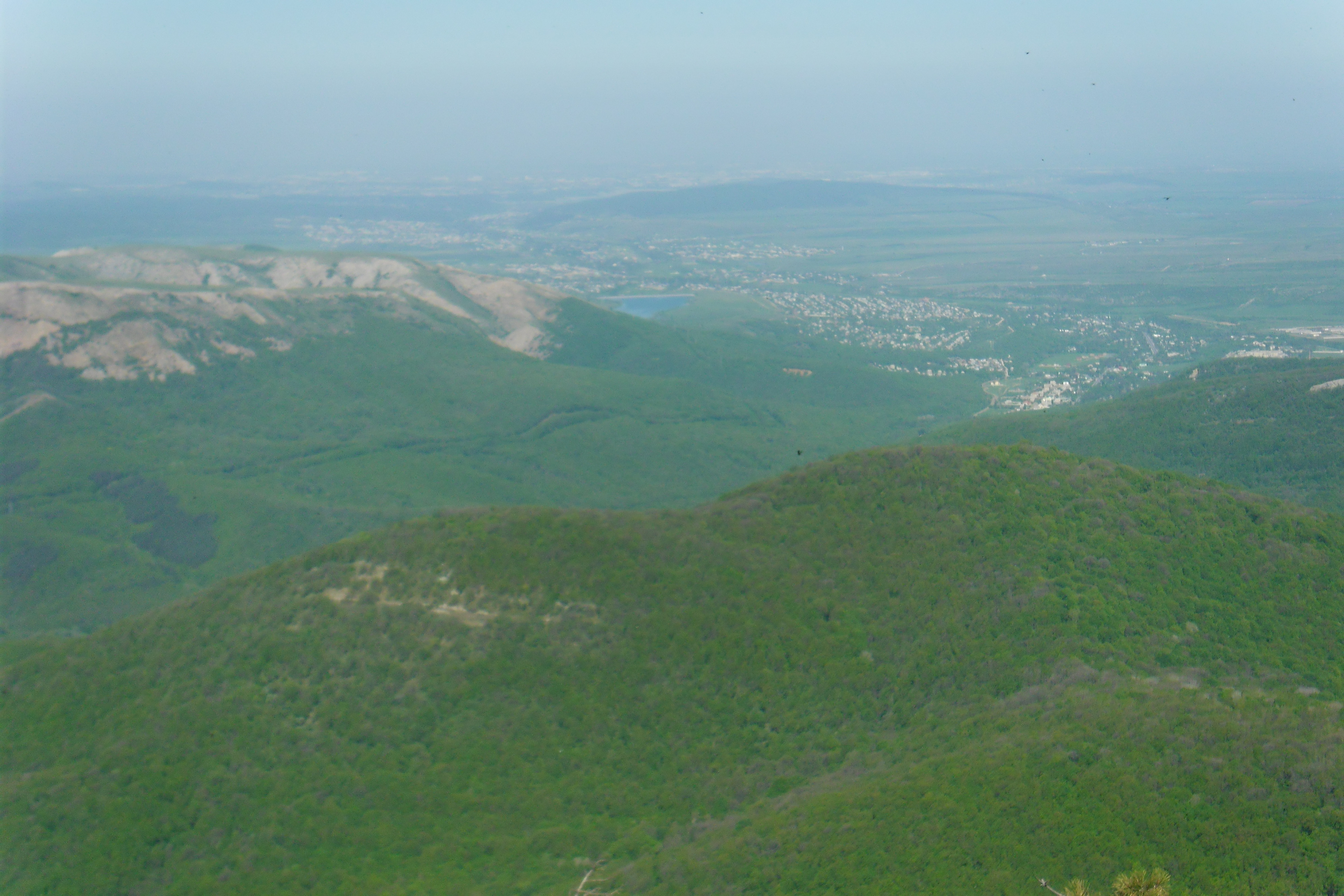
Гора Юкі-Тепе (передній план) і північна частина Чатир-Дагу (задній план).

Лісиста гора з куполоподібної вершиною; на її схилі схожий, але більш низький купол. 
Північно-західний відріг Тирке-яйли. 
Висота найвищої точки — 931 м.